# Heyoka
Heyoka ist ein gemeinsamer Begriff für die heiligen, konträren Medizinmänner die bei den Plainsindianern existierten.

## Geschichte
Als Lakota-Indianer zum ersten Mal europäische Clowns sahen, bezeichneten sie diese mit jenem Wort Heyoka, mit dem sie auch ihre eigenen clownähnlich aussehenden Medizinmänner benannt hatten. Der Ethnologe John Plant umfasst in seinen wissenschaftlichen Untersuchungen mit dem Begriff Heyoka deswegen den heiligen Clown, den Contrary und den Konträrmedizinmann.
Der Anthropologe Julian Steward publizierte mit seiner Dissertation The Clown in Native North America im Jahr 1929 erstmals Forschungsergebnisse über den heiligen Clown. Mitglieder der Prüfungskommissionen waren Alfred Kroeber und Robert Lowie. Ein Jahr später veröffentlichte Steward den Artikel The Ceremonial Buffoon of the American Indian. In dieser Publikation beschrieb er deren gelegentlich gegensätzliche Verhalten (contrary behavior).
Verne Ray (1905–2003) interessierte sich für das gegensätzliche Verhalten, und er bezog es in seinen Forschungen auf die rituellen Tänze der Indianer und beschrieb in diesem Zusammenhang eine umgekehrte Reaktion (reverse reaction).

## Heyoka
Aus der Dakota-Siouan-Sprache stammt das Wort Heyoka, das mit dem Begriff heiliger Clown übersetzt werden kann. John Plant hat dieses ethnologischen Phänomen insbesondere bei folgenden Völkern der Plainsindianer untersucht:
| Sprachfamilie | Völker                                                         |
| ------------- | -------------------------------------------------------------- |
| Sioux         | Absarokee, Assiniboine, Hidatsa, Lakota, Mandan, Ponca, Santee |
| Algonkin      | Arapaho, Atsina, Cheyenne, Plains Cree, Plains Ojibwa          |
| Caddo         | Arikaree, Pawnee,                                              |
| Uto-Aztekisch | Comanchen (Shoshone-Zweig), Plains Shoshone                    |
| Kiowa         | Kiowa                                                          |
| Na-Dené       | Kiowa-Apache                                                   |

Bei den Plainsindianern waren Contraries solche Personen, „die sich einem außergewöhnlichen Lebensstil widmeten, bei dem sie das Gegenteil von dem ausführten, was andere gewöhnlich taten. Hierbei kehrten sie alle Konventionen ins Gegenteil“. Während die Zirkusclowns zeremonielle Figuren darstellten und auch nur innerhalb von Riten oder Zeremonien auftraten, vollzogen die heiligen Contraries jedoch Tag und Nacht eine gegenteilige Lebensweise, im Vergleich zu den restlichen Mitgliedern ihres Stammes.
Konträres Verhalten bedeutet manchmal das Gegenteil von dem zu tun, was der Rest der Gemeinschaft macht.

## Unterschiede und Gemeinsamkeiten
Den wesentlichen Unterschied zwischen Clowns und Contraries sieht John Plant in der Tatsache, dass ein Clown nur während einer Performance die herausragende Rolle innerhalb eines Stammes übernahm: Er legte eine Maske an, trug ein Kostüm und schmückte sich mit besonderem Zubehör. Nach dem Ende einer Performance kehrte der jeweilige Clown in seine gewöhnliche Rolle innerhalb der sozialen Gruppe zurück. Gleichwohl gehörten die Clowns zusätzlich informellen Gruppierungen an, wie zum Beispiel age-graded societies oder dream cults. Üblich war es auch, im humorvollen Spiel einige Tricks aus dem Schamanismus zu übernehmen. Hier lassen sich zeitgenössische Bezüge zum Klinikclown herstellen.
Bei den Plainsindianern waren Contraries solche Individuen, die nicht nur vorübergehend eine spezielle Rolle übernahmen, sondern sie taten im Beobachtungszeitraum konsequent und jederzeit das Gegenteil im Vergleich zum Rest ihres Stammes und zur Kultur der Untersuchenden. Ihr gegensätzliches Verhalten hatte keine Bindung an irgendwelche Performances, Rituale oder Kriege: Die Contraries verhielten sich alltäglich konträr. Diese ethnische Figur der Plainsindianer war einmalig, ohne historische Vorbilder, und sie existierte in keiner anderen Kultur.
Konträres Verhalten war nicht nur bei den Contraries der Plainsindianer ausgeprägt, sondern auch bei Mitgliedern besonderer Krieger-Organisationen. Deren verkehrten Krieger (reverse reaction warriors) reagierten im Kriegsfall, wie Befehlshaber, auf militärische Befehle mit einer gegenteiligen Reaktion: Wenn zum Beispiel das Signal zum Angriff kam, griffen seine Kameraden an, wohingegen der verkehrte Krieger sich zurückzog. Und wenn der Befehl zum Rückzug kam, seine Kameraden den Kampf bereits aufgegeben hatten, dann griff der verkehrte Krieger an.